# Rita Sprengel
Rita Sprengel, geborene Bolck, (geboren am 6. Januar 1907 in Tilsit (Ostpreußen); gestorben am 20. Dezember 1993 in Berlin) war eine deutsche Juristin und kommunistische Widerstandskämpferin gegen den Nationalsozialismus. In der Nachkriegszeit lebte sie in der DDR, wo sie ab 1950 an der Humboldt-Universität zu Berlin als Dozentin für Arbeitsökonomie tätig war.

## Herkunft und Ausbildung
Rita Sprengel wuchs in einem sozialdemokratisch-bürgerlichen Umfeld auf. Ihr Vater war der Anwalt und Notar Ernst Bolck. Noch bevor Sprengel vier Jahre alt war, wurde ihr Bruder Hansheinrich, der an einer Entwicklungsstörung litt, ins Kinderheim gebracht. Nach dem Tod ihrer Mutter blieb sie zusammen mit ihrem Vater und einer Tante zurück. 1914 floh sie mit ihrer Stiefmutter, die ihr Vater ein Jahr zuvor geheiratet hatte, vor dem Krieg aus Ostpreußen. Ihr Vater war Mitglied der Sozialdemokratischen Partei Deutschlands (SPD) und wurde 1923 zusammen mit Matthias von Oppen kommissarischer Regierungspräsident des Bezirks Königsberg, wodurch Rita Sprengel früh mit den politischen Auseinandersetzungen der Weimarer Republik konfrontiert wurde.
Rita Sprengel studierte zunächst Rechtswissenschaften in Königsberg an der konservativen Albertus-Universität, wo sie es als Frau und Sozialistin nicht einfach hatte. Sie ging für einige Zeit an die Universität in Heidelberg. Nach ihrer Rückkehr nach Königsberg trat sie einer sozialistischen Studentengruppe bei. Im Jahr 1926 gründete Rita Sprengel zudem eine Rote Studentengruppe an der Universität sowie die Zeitschrift Roter Student. Ihre Unzufriedenheit und Enttäuschung über die Arbeit der SPD auf Reichsebene führten dazu, dass Sprengel sich von der Partei abwandte und stattdessen 1928 der Kommunistischen Partei Deutschlands (KPD) beitrat. Sie engagierte sich in der Öffentlichkeitsarbeit, organisierte Bildungsveranstaltungen und betrieb Agitation. Als eines der wenigen weiblichen Mitglieder ihrer Gruppe übernahm sie nicht nur die Vervielfältigung von Propagandamaterialien, sondern trat auch öffentlich als Rednerin auf.
Sie bestand als einzige Frau ihres Jahrgangs das Erste Staatsexamen im Februar 1930. Gegen den Widerstand ihres Vaters entschied sie sich, mit ihrem Parteigenossen Horst Sprengel nach Berlin zu gehen, den sie am 30. April 1930 geheiratet hatte. In Berlin arbeitete sie erst am Kammergericht und kurz darauf bei Hilde Benjamin, der späteren Justizministerin der DDR, die sich für Opfer der Wirtschaftskrise einsetzte. Da sie Kommunistin war, durfte Sprengel ihr Zweites Staatsexamen zunächst nicht mehr ablegen.

## Zeit des Nationalsozialismus

### KZ Mohringen
Nach der Zerschlagung der KPD durch die Nationalsozialisten im Jahr 1933 wurde Rita Sprengel gemeinsam mit ihrem Mann Horst Sprengel erstmals von der Gestapo verhaftet, woraufhin sie von November 1933 bis April 1934 im KZ Mohringen als „Schutzhäftling“ inhaftiert war. Offizielle Gründe für ihre Verhaftung wurden nicht genannt, jedoch könnten die Tatsachen, dass sie zu dieser Zeit bei dem kommunistischen jüdischen Arzt Georg Benjamin lebte und aktives KPD-Mitglied war, dazu beigetragen haben, vermutet der Biograf Henning Fischer.
Im KZ entwickelte sie zusammen mit anderen Frauen ein Weiterbildungsprogramm und gab dem Sohn des Lagerkommandanten Nachhilfestunden in Physik, Chemie und Mathematik. Trotz Konflikten mit sozialdemokratischen Inhaftierten erfuhr sie kollektive Solidarität und wurde schnell zur „Blockältesten“ ernannt.

### Widerstand
Nach ihrer Entlassung war es ihr verboten, als Rechtsanwältin tätig zu sein. Trotzdem blieb Sprengel in Deutschland und arbeitete in verschiedenen anderen Berufen. Während Horst Sprengel sich politisch zurückzog, schloss sich Rita Sprengel einer kommunistischen Widerstandsgruppe an. Was den aktiven politischen Widerstand anging, entwickelten Rita Sprengel und ihr Mann verschiedene Ansichten, was schließlich in ihrer einvernehmlichen Scheidung endete. Wegen der politisch schwierigen Situation brach sie 1937 eine Schwangerschaft ab.
1941 zog sie nach Berlin und arbeitete weiterhin politisch im Untergrund. Am 30. Dezember 1941 verhaftete die Gestapo sie erneut, bei dem Versuch, zwei jüdische KPD-Genossinnen über die Grenze in die Schweiz zu bringen. Sie rechnete mit der Todesstrafe und wurde letztendlich zu sechs Monaten Gefängnis wegen „Beihilfe zum Grenzübertritt“ verurteilt. Nach einigen Monaten Haftstrafe in Konstanz, wurde sie in das KZ Ravensbrück überstellt.

### KZ Ravensbrück
Rita Sprengel arbeitete als Bürokraft im Lager der Firma Siemens & Halske AG und gehörte auch hier zu den sogenannten „Funktionshäftlingen“ im Konzentrationslager. Diese Position bot zwar keinen Schutz vor der ständigen Bedrohung durch Willkürmaßnahmen und Brutalität der SS, gab ihr jedoch eine privilegierte Stellung in der Häftlingsgesellschaft. Gemeinsam mit russischen Zwangsarbeiterinnen versuchte sie, die Herstellung von Kupferspulen für Fernsprecher, Mess- und Radiogeräte zu sabotieren. Darüber hinaus engagierte sie sich in einem riskanten Vorhaben, um Genossinnen von den Transportlisten der SS zu streichen. Diese Listenmanipulation rettete jedoch nicht nur Häftlinge vor der akuten Bedrohung durch die SS, sondern führte auch dazu, dass anderen Gefangene auf die Liste gesetzt werden mussten. Dies bezeichnete Sprengel später selbstkritisch als ein „teuflisches Geschäft“. Abgesehen von diesen Handlungen wurde auch der Versuch, die eigene Persönlichkeit zu wahren, und die Solidarität mit anderen Insassinnen als Akt des Widerstands gegen die beabsichtigten Erniedrigungen der SS verstanden.
Im Dezember 1942 gelang es Horst Sprengel, sie in Ravensbrück zu besuchen, jedoch scheiterten seine Bemühungen um ihre Freilassung. Am 15. April 1943 fiel Horst Sprengel im Krieg. Nach dem Bekanntwerden ihrer Sabotagehandlungen im Siemens-Lager konnte Rita Sprengel ihre Gefährdung durch das Netzwerk der „Politischen“ abwenden. Im Oktober 1944 wurde sie zur Zwangsarbeit in die Universelle-Werke nach Dresden verlegt. Während der Luftangriffe auf Dresden im Februar 1945 gelang ihr die Flucht, und sie konnte sich bis zum Kriegsende unerkannt in der Stadt aufhalten.

## Nachkriegszeit

### Berufliche und politische Laufbahn
Nach dem Ende des Zweiten Weltkriegs trat Rita Sprengel erneut der KPD bei. Nach der Vereinigung der KPD mit der SPD zur Sozialistischen Einheitspartei Deutschlands (SED) wurde sie Mitglied dieser Partei und engagierte sich aktiv für den Aufbau eines sozialistischen Staates. Darüber hinaus organisierte sie die kommunale Versorgung in Antifa- und Frauen-Ausschüsse.
Um 1946 arbeitete Rita Sprengel zunächst kurze Zeit im Berliner Senat mit dem damaligen Stadtrat Hans Jendretzki zusammen, bevor sie ihr zweites Juristisches Staatsexamen ablegte. Parallel dazu promovierte sie zum Thema Tarifvertrag als Gesetzgebungsakt. Immer wieder thematisierte sie ihr Leben im Nationalsozialismus, wobei in der DDR lediglich ihr Werk Die eiserne Ferse im Jahr 1947 veröffentlicht wurde. Im Jahr 1949 nahm sie an einem Hochschulkader-Lehrgang der SED teil. Anfang der 1950er Jahre adoptierte sie einen elfjährigen Jungen und, mit dessen Einverständnis, kurze Zeit später einen zweiten. Beide Kinder zog sie allein groß. Ab 1950 war sie als Dozentin für Arbeitsökonomik an der Humboldt-Universität zu Berlin tätig.
Im Jahr 1951 wurde sie nach einer Überprüfung zusammen mit 7,5 % aller Parteimitglieder aus der SED ausgeschlossen. Der Ausschluss resultierte aus einem theoretischen Streit mit Fred Oelßner, dem späteren Chefökonomen der Partei, der einen rein sozialistischen Ansatz zur Planwirtschaft vertrat, während Sprengel Überlegungen zu planwirtschaftlichen Elementen im New Deal anstellte. Der New Deal war jedoch eine kapitalistische Maßnahme, um die Marktwirtschaft der USA zu retten und somit ideologisch nicht mit dem Kommunismus vereinbar. Der Parteiausschluss war eine Zäsur in ihrem Leben und traf Sprengel so sehr, dass sie überlegte, sich das Leben zu nehmen.

### Verteidigung des sozialistischen Versuchs und Aufklärungsarbeit
1953 wechselte Sprengel nach Dresden, wo sie maßgeblich am Aufbau eines Forschungsinstituts für Arbeitsökonomik beteiligt war. 1957 stellte sie einen Antrag auf Wiederaufnahme in die Partei der SED, der angenommen wurde.
Rita Sprengel verteidigte den „sozialistischen Versuch“ bis zu ihrem Lebensende. So sah sie die Notwendigkeit zur Verteidigung des sozialistische Lagers, obwohl sie die Demokratisierungsbewegungen während des Prager Frühlings sympathisch betrachtete. Trotz ihrer sozialistischen Überzeugungen übte Rita Sprengel Kritik an der DDR, insbesondere hinsichtlich der Festungsmentalität, des quasi-militärischen Parteiaufbaus, der Beschlussdisziplin, der Unterdrückung von Frauen und der Sackgasse der Blocktheorien. In den 1970er Jahren engagierte sie sich in Dresdner Ortsgruppen und teilte ihre Erfahrungen als Widerstandskämpferin und KZ-Insassin. 1971 schloss sie ihre zweite Promotion mit dem Titel Leistungsabhängige Planung und Inanspruchnahme des Lohnfonds in der Industrie ab und übernahm anschließend die Funktion einer Parteisekretärin in der Parteiorganisation ihres Wohngebiets.
1982 berichtete sie in der Sozialistischen Einheitspartei Westberlins (SEW) nicht nur als Überlebende des Widerstands und der Sabotage im Siemens-Lager von Ravensbrück, sondern wies auch als Ökonomin nach, dass der Siemens-Konzern durch die Arbeit von Häftlingen „Mehrwertraten um 2000 Prozent“ erzielt habe. Nach ihrem Tod erschien ihre Lebenserinnerung mit dem Titel Der rote Faden.

## Publikationen
- Tarifvertragsabschluss als Gesetzgebungsakt. Ein Beitrag zu einer Gesetzgebungsaufgabe der Gegenwart. Dissertation. Leipzig 1949
- Im Schatten der eisernen Ferse. Aus dem Leben einer Sozialistin. Verlag Lied der Zeit, Berlin 1949.
- Zur leistungsabhängigen Gestaltung der Lohnplanung in der sozialistischen Industrie der DDR. Habilitation. Dresden 1971.
- Der rote Faden. Lebenserinnerungen. Ostpreußen, Weimarer Republik, Ravensbrück, DDR, die Wende. Edition Hentrich, Berlin 1994.